# Agustín García Basso
Agustín Eugenio García Basso (Vedia, 26 marzo 1992) è un calciatore argentino, difensore del Racing Club.

## Caratteristiche tecniche
È un difensore centrale di piede mancino, abile nell'impostazione del gioco.

## Carriera
García Basso è cresciuto nel settore giovanile del Deportivo MacAllister ed è passato al Boca Juniors nel 2012. Ha debuttato in prima squadra l'11 maggio 2013 giocando titolare l'incontro di Primera División perso 3-0 contro il San Lorenzo. Pochi mesi dopo è stato ceduto in prestito al Douglas Haig per una stagione, dove ha giocato titolare al centro della difesa.
Rientrato al Boca ha giocato per una stagione con la seconda squadra per poi passare nel 2015 a titolo definitivo allo Sp. Belgrano (SF). L'anno successivo ha firmato con il Santamarina, con cui ha segnato il suo primo gol professionistico il 31 gennaio, al suo debutto con la nuova maglia, contro la Juventud Unida. Nel 2017 ha firmato con l'Agropecuario dove è rimasto per tre stagioni. Nei due anni successivi ha giocato con Estudiantes (BA) e Quilmes e nel 2022 ha lasciato l'Argentina per firmare con gli ecuadoriani del Deportivo Cuenca. Nel 2023 è passato all'Independiente del Valle con cui ha vinto la Recopa Sudamericana giocando titolare entrambi gli incontri. Successivamente ha debuttato anche in Coppa Libertadores contro l'Argentinos Juniors.
Il 23 gennaio 2024 ha fatto ritorno in Argentina dove ha firmato un biennale con il Racing Club.

## Statistiche

### Presenze e reti nei club
Statistiche aggiornate al 24 gennaio 2025.
| Stagione            | Squadra                 | Campionato          | Campionato | Campionato | Coppe nazionali | Coppe nazionali | Coppe nazionali | Coppe continentali | Coppe continentali | Coppe continentali | Altre coppe | Altre coppe | Altre coppe | Totale | Totale | Totale |
| Stagione            | Squadra                 | Comp                | Pres       | Reti       | Comp            | Pres            | Reti            | Comp               | Pres               | Reti               | Comp        | Pres        | Reti        | Pres   | Reti   |        |
| ------------------- | ----------------------- | ------------------- | ---------- | ---------- | --------------- | --------------- | --------------- | ------------------ | ------------------ | ------------------ | ----------- | ----------- | ----------- | ------ | ------ | ------ |
| 2012-2023           | Boca Juniors            | PD                  | 1          | 0          | CA              | 0               | 0               | CL                 | 0                  | 0                  | -           | -           | -           | 1      | 0      |        |
| 2013-2014           | Douglas Haig            | PBN                 | 27         | 0          | CA              | 0               | 0               | -                  | -                  | -                  | -           | -           | -           | 27     | 0      |        |
| 2015                | Sp. Belgrano (SF)       | PBN                 | 30         | 0          | CA              | 0               | 0               | -                  | -                  | -                  | -           | -           | -           | 30     | 0      |        |
| 2016                | Santamarina             | PBN                 | 19         | 1          | CA              | 2               | 0               | -                  | -                  | -                  | -           | -           | -           | 21     | 1      |        |
| 2016-2017           | Santamarina             | PBN                 | 42         | 0          | CA              | 1               | 0               | -                  | -                  | -                  | -           | -           | -           | 43     | 0      |        |
| Totale Santamarina  | Totale Santamarina      | Totale Santamarina  | 61         | 1          |                 | 3               | 0               |                    | -                  | -                  |             | -           | -           | 64     | 1      |        |
| 2017-2018           | Agropecuario            | PBN                 | 7          | 0          | CA              | 0               | 0               | -                  | -                  | -                  | -           | -           | -           | 7      | 0      |        |
| 2018-2019           | Agropecuario            | PBN                 | 2          | 0          | CA              | 0               | 0               | -                  | -                  | -                  | -           | -           | -           | 2      | 0      |        |
| gen.-ago. 2020      | Agropecuario            | PBN                 | 14         | 0          | CA              | 0               | 0               | -                  | -                  | -                  | -           | -           | -           | 14     | 0      |        |
| Totale Agropecuario | Totale Agropecuario     | Totale Agropecuario | 23         | 0          |                 | 0               | 0               |                    | -                  | -                  |             | -           | -           | 23     | 0      |        |
| ago.-dic. 2020      | Estudiantes (BA)        | PBN                 | 5          | 0          | CA              | 0               | 0               | -                  | -                  | -                  | -           | -           | -           | 5      | 0      |        |
| 2021                | Quilmes                 | PBN                 | 35         | 1          | CA              | 0               | 0               | -                  | -                  | -                  | -           | -           | -           | 35     | 1      |        |
| 2022                | Deportivo Cuenca        | A                   | 22         | 2          | CE              | 1               | 0               | -                  | -                  | -                  | -           | -           | -           | 23     | 2      |        |
| 2023                | Independiente del Valle | A                   | 27         | 2          | CE              | 0               | 0               | CL                 | 6                  | 0                  | SE+RS       | 1+2         | 0           | 36     | 2      |        |
| 2024                | Racing Club             | PD                  | 11         | 1          | CA+CdL          | 2+13            | 0               | CS                 | 9                  | 0                  | -           | -           | -           | 35     | 1      |        |
| 2025                | Racing Club             | PD                  | 1          | 0          | CA              | 0               | 0               | CL                 | 0                  | 0                  | RS          | 0           | 0           | 1      | 0      |        |
| Totale Racing Club  | Totale Racing Club      | Totale Racing Club  | 12         | 1          |                 | 15              | 0               |                    | 9                  | 0                  |             | 0           | 0           | 36     | 1      |        |
| Totale carriera     | Totale carriera         | Totale carriera     | 243        | 7          |                 | 19              | 0               |                    | 15                 | 0                  |             | 3           | 0           | 280    | 7      |        |

## Palmarès

### Club

#### Competizioni nazionali
- Supercoppa ecuadoriana: 1

Independiente del Valle: 2023

#### Competizioni internazionali
- Recopa Sudamericana: 2

Independiente del Valle: 2023
Racing Club: 2025
- Coppa Sudamericana: 1

Racing Club: 2024